# Debubawi
Debubawi är en zon i Etiopien.   Den ligger i regionen Tigray, i den norra delen av landet, 400 km norr om huvudstaden Addis Abeba. Antalet invånare är 1 239 988.